# Clase Nimitz
La clase Nimitz es una serie de diez portaaviones de la Armada de los Estados Unidos.
Estos buques reciben el  símbolo de clasificación de casco CVN (Aircraft Carrier, Nuclear-powered),  portaaviones de propulsión nuclear, en el que al contrario de la creencia popular, "CV", significa Aircraft Carrier (en castellano: portaaviones), mientras que "N" es la designación para Nuclear-Powered (propulsión nuclear). El primero de la clase fue el USS Nimitz (CVN-68), indicando el número 68 que se trata del portaaviones número sexagésimo octavo, cuya construcción, botadura y puesta en servicio fue aprobada por el congreso de los Estados Unidos. Los portaaviones de escolta tuvieron una clasificación diferente, la CVE. Ver las listas de portaaviones y portaaviones de escolta de los Estados Unidos.
El Nimitz fue asignado en 1975, mientras que el décimo barco de la clase, el USS George H. W. Bush (CVN-77), fue construido por Northrop Grumman  en el astillero de Newport News, y entró en servicio en 2009. El Bush es la transición de la clase Nimitz a la Clase Gerald R. Ford e incorpora nuevas tecnologías y una reducción significativa de la tripulación. 
A pesar de que la clase Nimitz es de las más grandes dentro de la Armada de los Estados Unidos, el portaaviones más largo construido es el USS Enterprise, aunque su desplazamiento sea unas 10 000 toneladas menor.
Esta clase debe su nombre a Chester Nimitz almirante de la flota y comandante en jefe estadounidense de las Fuerzas Aliadas durante la Segunda Guerra Mundial.

## Descripción
Los portaaviones de la clase Nimitz tienen una eslora total de 333 m y un desplazamiento aproximado a plena carga de entre 102 000 y 106 000 t. Poseen una manga de 41 m medida en la línea de flotación, y el ancho máximo de su cubierta de vuelo es de entre 77,76 y 78,41 m (dependiendo de la variante). La tripulación de estos buques pueden alcanzar 3200 personas, sin incluir un ala aérea de 2480 personas.

### Diseño
Tras la guerra la US Navy diseñó la clase United States, portaviones de 60.000 toneladas de los que había previsto cuatro unidades. Se preveía comprar aviones de 50 toneladas de peso que operarán desde esos portaviones como bombarderos nucleares estratégicos. Pero en una época de disminución de los presupuestos de defensa el Congreso los rechazó. Pero entonces llegó la guerra de Corea y a pesar de las quejas y zancadillas de la fuerza aérea, se admitió un portaaviones más pequeño, la clase Forrestal, que comprendería ocho portaaviones. Dichos portaaviones incorporaban mejoras desarrolladas por los japoneses e ingleses: luces de control de aterrizaje y la cubierta angular.
La propulsión naval nuclear no se consideró como una prioridad para portaaviones, era más útil para submarinos. Pero pronto se descubrió la ventaja de suprimir la chimenea y su producción de humos, así como el hecho de que podía navegar indefinidamente a máxima velocidad y disponer de más espacio para munición y combustible para sus aviones. Además el combustible se utiliza para aumentar la protección de los fondos y costados del buque, cuanto más mejor protección. Así el año fiscal 1958 se aprobó el primer portaviones nuclear, el USS Enterprise, dotado de 8 reactores.

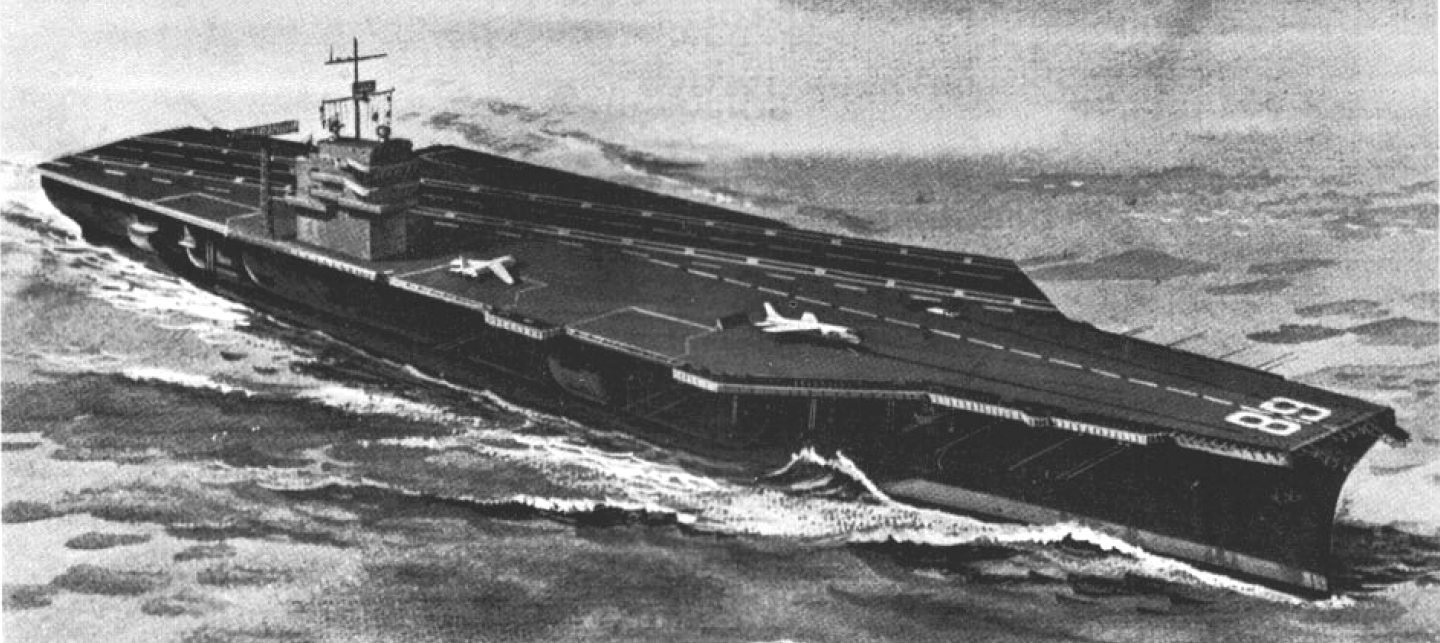
Una impresión artística del USS Nimitz en 1968.

Los portaviones de la clase Midway fueron reconstruidos en 1966, se cerró su proa y se instalaron nuevos ascensores y una cubierta en ángulo. Pero estaba claro que estaban ya en el final de su vida activa. En 1967 se botó el USS John Fitzgerald Kennedy, sin saber entonces que sería el último portaaviones convencional botado por la marina norteamericana.
En 1964 cuando comenzaron los primeros estudios de un portaaviones nuclear más económico que el USS Enterprise. Además en 1966, debido al gran rendimiento de los Forrestal en Vietnam, se cambió el objetivo de fuerza de portaviones, pasando de 13 portaaviones a 15. Eso supuso solicitar la compra de tres portaviones de propulsión nuclear con el nuevo reactor A4W que daba 130.000 CV al eje. Con dos reactores se lograba propulsar los cuatro ejes a velocidades superiores a los 30 nudos y reduciendo el coste de 500 de un Enterprise a 430 millones de dólares por portaviones.
Los portaaviones de la clase Nimitz fueron ordenados para complementar a los portaaviones de la clase Kitty Hawk y de la clase Enterprise, manteniendo el nivel de fuerza y capacidad de la Armada de Estados Unidos después de que los portaaviones más viejos fueran dados de baja.
Los buques fueron diseñados para ser una mejora con respecto a los  portaaviones estadounidenses previos, en particular a los portaaviones de las clases Enterprise y Forrestal, aunque la distribución de estos buques es relativamente similar a la usada en la clase Kitty Hawk. Entre otras mejoras de diseño, los dos reactores en los portaaviones de la clase Nimitz ocupan menos espacio que los ocho reactores usados en el Enterprise. Junto con un diseño en general mejorado, esto significa que los portaaviones de la clase Nimitz pueden llevar un 90% más de combustible de aviación y un 50% más de pertrechos de guerra cuando se le compara con la clase Forrestal.
La Armada de Estados Unidos ha dicho que los portaaviones pueden resistir tres veces la cantidad de daño que sufrieron los portaaviones de la clase Essex a manos de los ataques aéreos japoneses durante la Segunda Guerra Mundial. En los buques los hangares están divididos en tres zonas de fuego separadas por gruesas puertas de acero que están diseñadas para restringir la expansión de los incendios. Esta adición ha estado presente en los portaaviones estadounidenses desde la Segunda Guerra Mundial, basados en las experiencias surgidas por los incendios provocados por los ataques de kamikazes.
Los primeros buques fueron diseñados durante la época de la guerra de Vietnam y ciertos aspectos del diseño fueron influenciados por las operaciones realizadas en ese teatro de guerra. Y hasta cierta punto, las operaciones de portaaviones en Vietnam demostraron la necesidad de incrementar las capacidades de los portaaviones antes que su capacidad de sobrevivir, ya que eran principalmente usados en misiones de ataque y era menos probable que fueran atacados. Como resultado de esta experiencia los portaaviones de la clase Nimitz fueron diseñados con almacenes para combustible de aviación y munición más grandes en relación con los portaaviones anteriores, aunque esto parcialmente también se debió en parte a un incremento del espacio disponible por el nuevo diseño de los sistemas de propulsión del buque.
Dado que el primer barco de la clase se aprobó en 1968 pero no entró en servicio hasta 1975 se retrasó la fecha de puesta en servicio planificada de los siguientes portaaviones. El resultado fue una espiral de aumento en su coste. El presidente Jimmy Carter sugirió que la armada cancelara la clase Nimitz y adoptara una clase de portaaviones más pequeños y asequibles. Durante la administración anterior del presidente Gerald Ford también se había sugerido que portaaviones más pequeños podrían ser la solución al alto costo y se habían realizado varios estudios, pero ninguno llegó a buen término. Los proyectos de portaaviones propuestos más pequeños tuvieron diferentes nombres: Sea Control Ship (SCS), portaviones mediano (CVV) y VSTOL Support Ship (VSS). Finalmente la Armada logró que el congreso se aprobará la construcción de más portaviones clase Nimitz.
Inicialmente el principal propósito de este buque era apoyar a las fuerzas armadas de Estados Unidos durante la Guerra Fría, y por lo tanto estos buques fueron diseñados con las capacidades requeridas para llevar a cabo ese rol, incluyendo el uso de energía nuclear en vez de petróleo para permitir una mayor autonomía cuando fueran desplegados en aguas oceánicas (en inglés: Blue Water), adicionalmente se incluyó la posibilidad de hacer ajustes a los sistemas de armas de los portaaviones basados en el desarrollo de nueva inteligencia y tecnología. Inicialmente estos fueron clasificados solo como portaaviones de ataque, pero los buques de esta clase han sido construidos con capacidades antisubmarinas desde el USS Carl Vinson. Como resultado de estas modificaciones, ahora los buques y su complemento aéreo son capaces de participar en una amplia variedad de operaciones, las que pueden incluir bloqueos aéreos y marítimos, sembrado de minas y ataques con misiles a blancos terrestres, aéreos y marinos.
Debido a un defecto de diseño, los buques de esta clase tienen una escora inherente hacia estribor cuando es sometido a cargas de combate que exceden la capacidad de sus sistemas de control de escora. El problema parece ser especialmente predominante en algunos de los buques más modernos. 
Previamente este problema había sido rectificado usando los espacios destinados a control de daños para rellenarlos con lastre, en todo caso se ha propuesto una solución que usa lastre sólido que no afecta la capacidad de supervivencia de la nave.

### Construcción

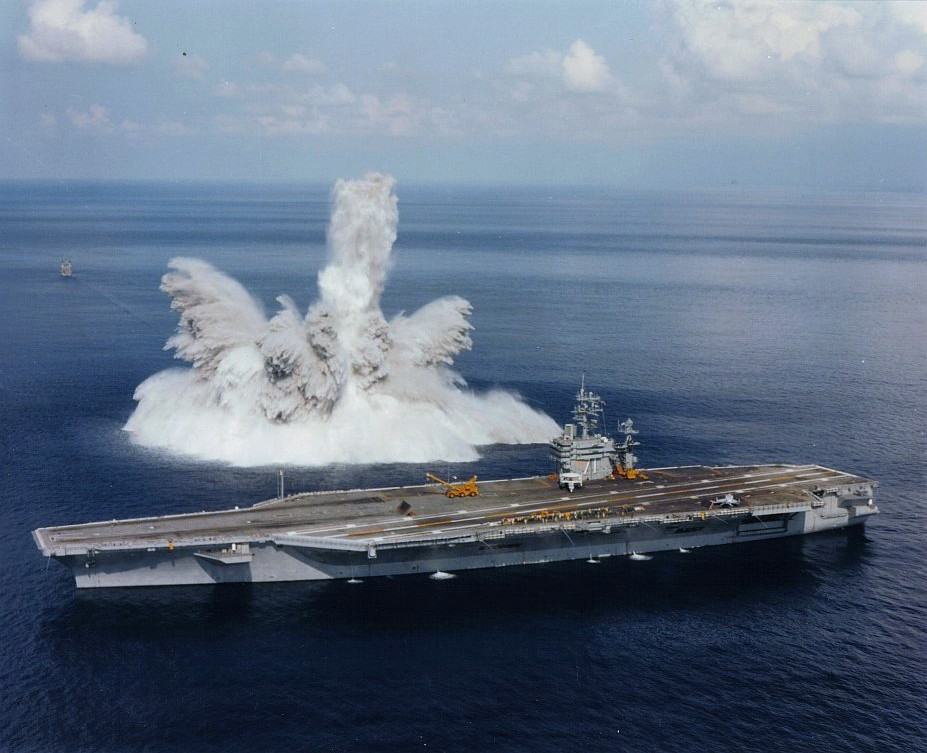
Prueba de choque del Theodore Roosevelt durante las pruebas en el mar en 1987.

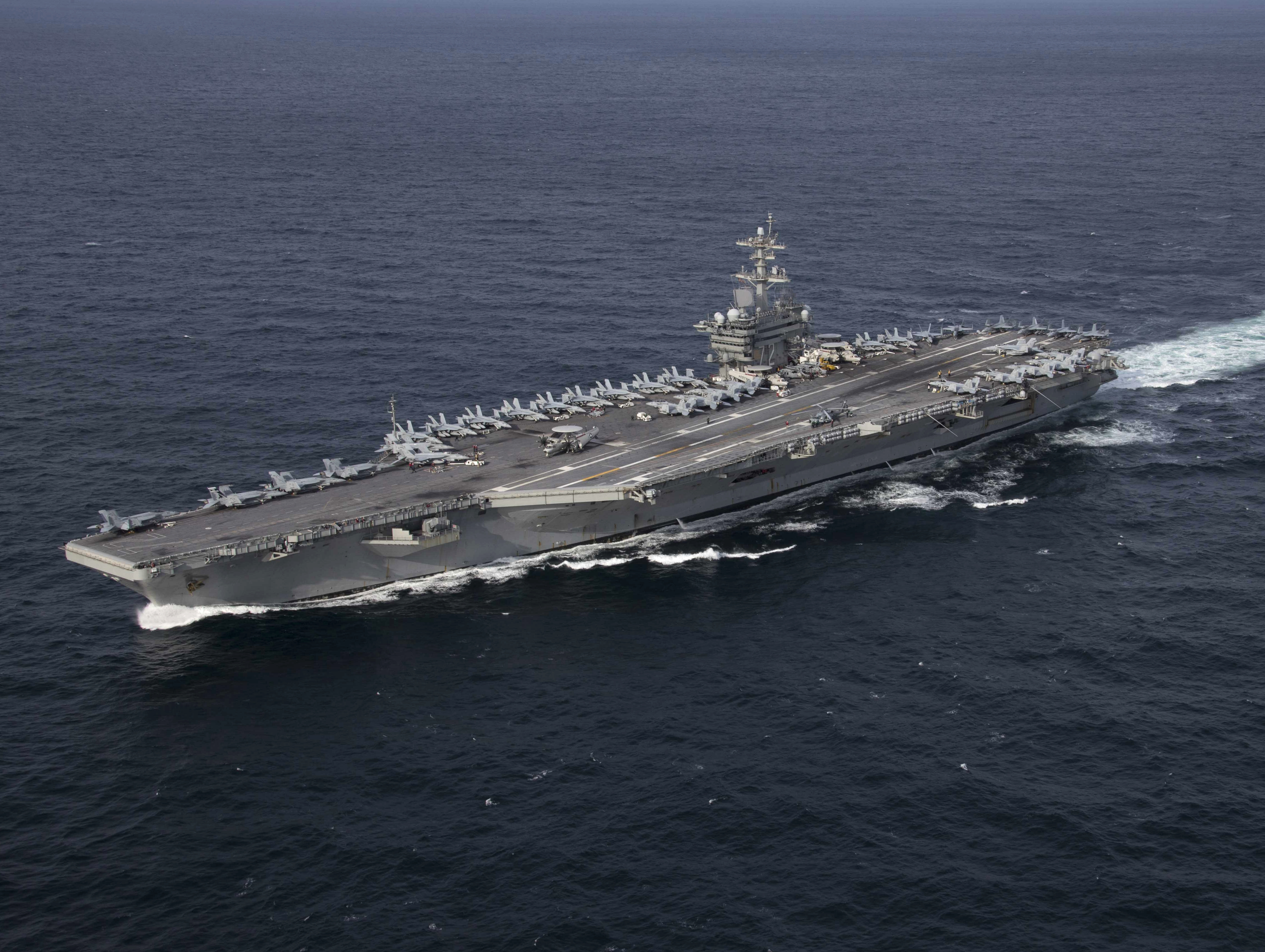
El Abraham Lincoln navegando en 2019.

Los diez portaaviones de la clase Nimitz fueron construidos entre 1968 y 2006 en los astilleros de Newport News Shipbuilding Company, en Newport News, Virginia, en el dique seco más grande del hemisferio occidental, el dique seco 12, que después de una reciente expansión ahora mide 2172 pies (662 m) adicionales.
Desde la construcción del USS Theodore Roosevelt, los portaaviones han sido fabricados usando los métodos de la construcción modular, por ejemplo el USS George H.W. Bush fue construido usando 161 módulos 'super-lift' (en castellano: super-levantamiento). Esto significa que secciones completas pueden ser soldadas entre sí con las cañerías y equipamiento eléctrico ya montado previamente, mejorando de esta forma la eficiencia de la construcción. Usando grúas de pórtico los módulos eran levantados y movidos hacia el dique seco donde eran soldados a los otros módulos. En el caso de la sección de proa esta pesaba más de 680 toneladas. Originalmente este método fue desarrollado por los astilleros Ingalls Shipbuilding logrando incrementar el ritmo de trabajo debido a que la instalación de las terminaciones y equipamiento no necesitaba ser realizada dentro de los restringidos espacios que quedan después de armar el casco final.
El costo total de construcción para cada buque estuvo alrededor de 4500 millones de dólares.

### Propulsión

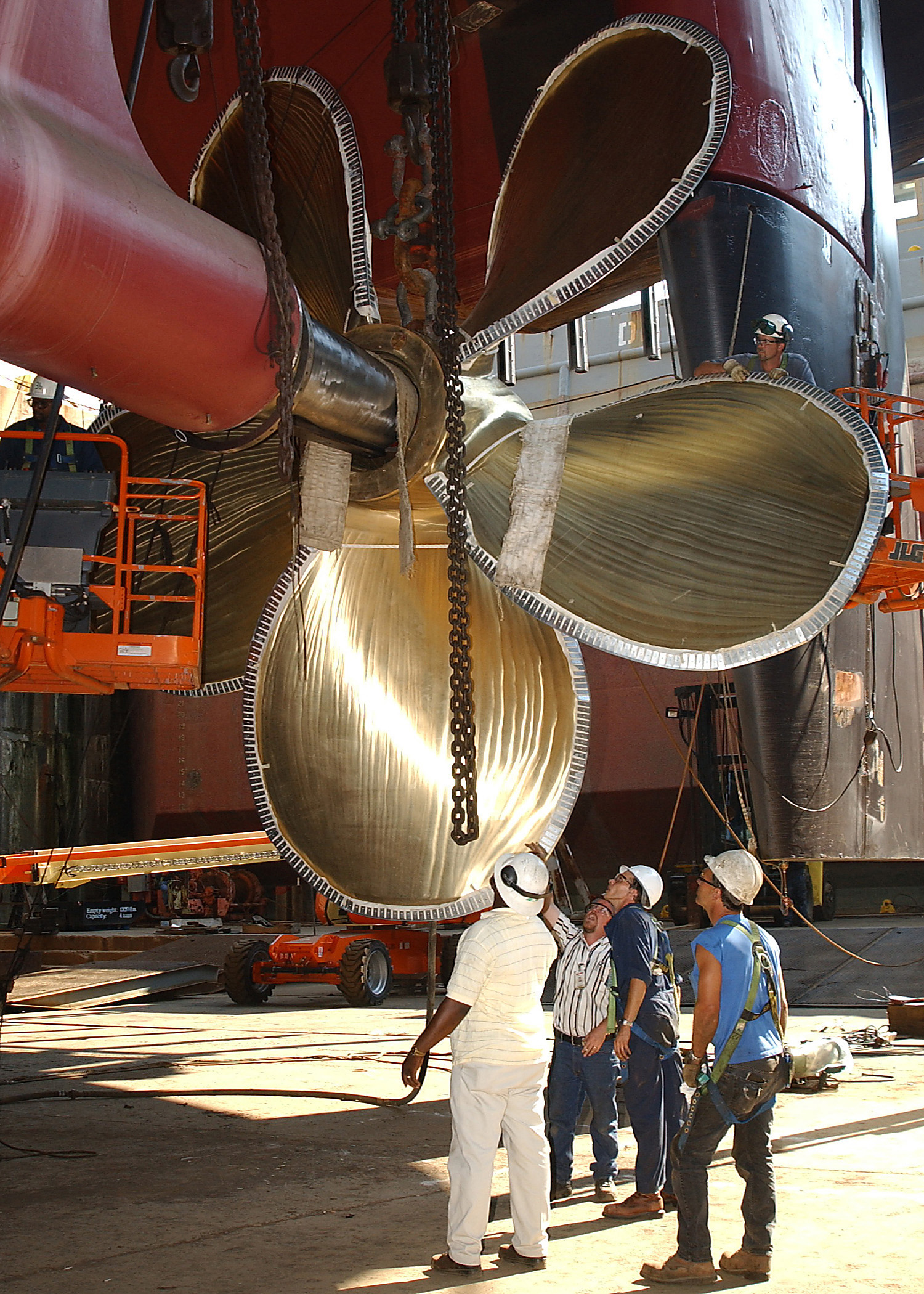
Hélice del USS George Washington

Todos los buques de la clase son propulsados por dos reactores nucleares A4W, separados en dos compartimientos. Estos impulsan cuatro ejes y sus respectivas hélices y pueden producir una velocidad máxima de sobre 30  nudos (56 km/h) y una potencia máxima de 260 000 bhp (190 MW). Los reactores producen calor usando fisión nuclear para generar vapor de agua. Luego esta es llevada a través de cuatro turbinas (fabricadas por General Electric), las cuales son compartidas entre los dos reactores. Las turbinas accionan cuatro hélices de bronce, cada una de un diámetro de 7,6 metros y de un peso de 30 t. Detrás de esta hay dos timones de 8,8 m de alto y 6,7 m de largo, y que pesan 50 toneladas. Los buques de la clase Nimitz construidos desde el USS Ronald Reagan tienen también un bulbo de proa con el propósito de aumentar la velocidad y bajar el consumo de combustible al reducir arrastre hidrodinámico. Como resultado del uso de la energía nuclear, los buques son capaces de operar en forma continua por más de 20 años sin necesidad de reabastecerse y se les calcula una vida de servicio de más de 50 años.

### Armamento y protección

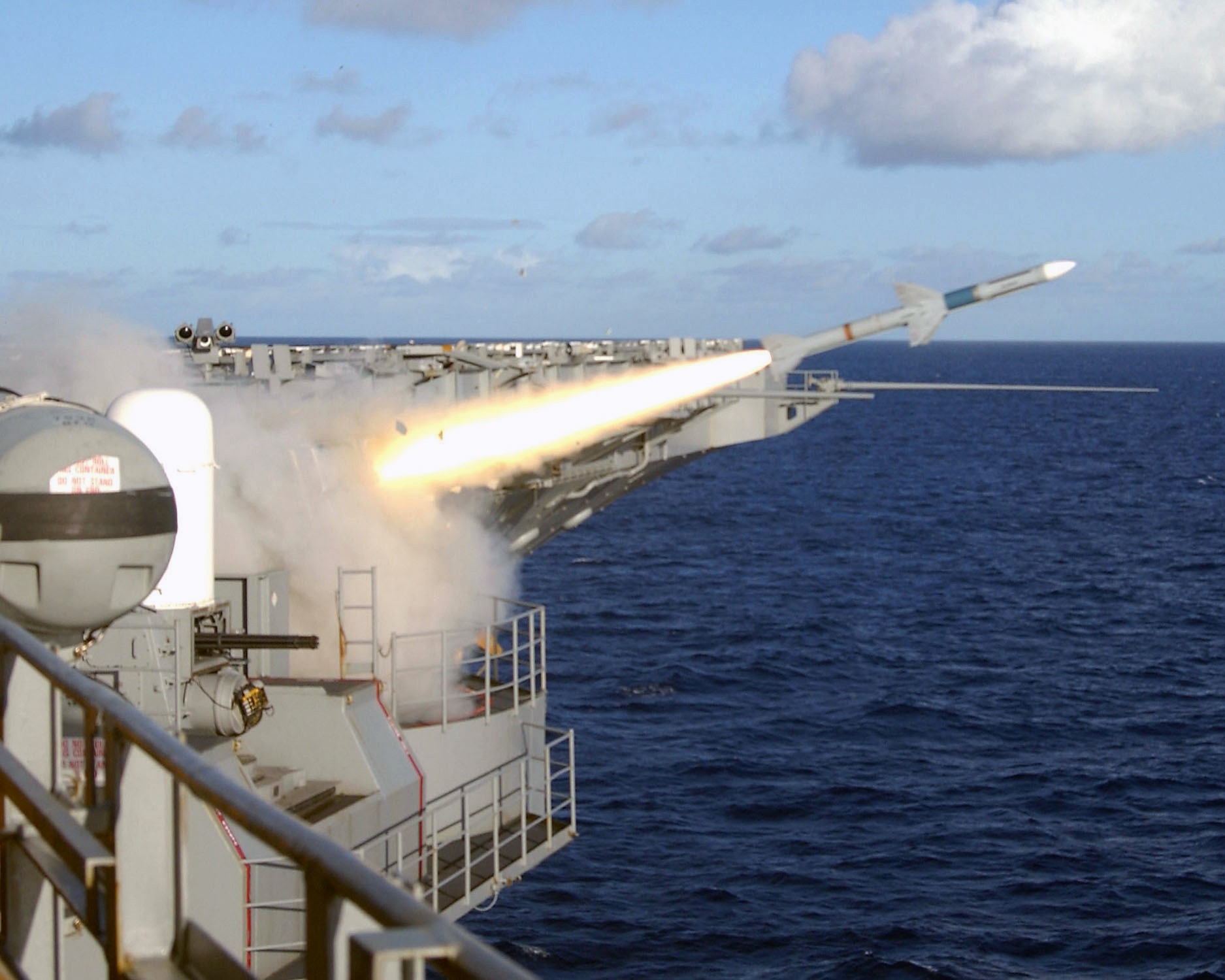
Disparando un misil Sea Sparrow desde el Theodore Roosevelt. Se puede ver un Phalanx CIWS en la parte izquierda de la foto.

Además de los aviones transportados a bordo, los buques están equipados con sistemas de defensa para ser usados contra aviones y misiles enemigos. Estos consisten en tres o cuatro lanzadores de misiles RIM-7 Sea Sparrow OTAN para la defensa contra aviones y misiles antibuque así como tres o cuatro cañones de 20 milímetros Phalanx CIWS para defensa contra misiles. El USS Ronald Reagan no está equipado con estos cañones sino que está equipado con el sistema RIM-116 RAM, que también están instalados en el USS Nimitz y el USS George Washington, dos lanzadores en cada uno de ellos. Este sistema será instalado en las otras naves de la clase cuando ingresen a Reabastecimiento y Reacondicionamiento (en inglés: Refueling Complex Overhaul, RCOH). Desde el USS Theodore Roosevelt, los portaaviones han sido construidos con un blindaje de Kevlar de 2,5 plg (63,5 mm) para proteger los espacios vitales, y los portaaviones anteriores han sido modificados con esta protección: el Nimitz entre 1983–1984, el Eisenhower entre 1985–1987 y el Vinson en 1989.
Otras contramedidas usadas por los buques son cuatro lanzadores de señuelos de seis tubos MK36 SRBOC Sippican (en inglés: Super Rapid Bloom Off-Board Chaff, SRBOC. En castellano: Perturbadores Fuera de Borda de Despliegue Super Rápido), que despliegan bengalas infrarrojas y chaff para perturbar los sensores de los misiles atacantes; un sistema de defensa contra torpedos SSTDS y un sistema de contramedidas contra torpedos AN/SLQ-25 Nixie. También los portaaviones usan los sistemas de guerra electrónica Raytheon AN/SLQ-32(V) para detectar y perturbar las señales de radares hostiles complementados por las capacidades de guerra electrónica de los aviones embarcados a bordo.
La presencia de armas nucleares a bordo de los portaaviones estadounidenses desde el final de la Guerra Fría no está confirmada ni denegada por el gobierno de Estados Unidos. Como un resultado de esta política, así como de los temores acerca de la seguridad de la energía nuclear, la presencia de portaaviones estadounidenses en puertos extranjeros ocasionalmente provoca protestas de los habitantes locales, como por ejemplo cuando el USS Nimitz atracó en Chennai, India en el año 2007. En esa ocasión, el comandante del Grupo de Ataque el contraalmirante John Terence Blake declaró: "La política de Estados Unidos es que no se despliegan rutinariamente armas nucleares a bordo del Nimitz."

### Ala Aérea Embarcada

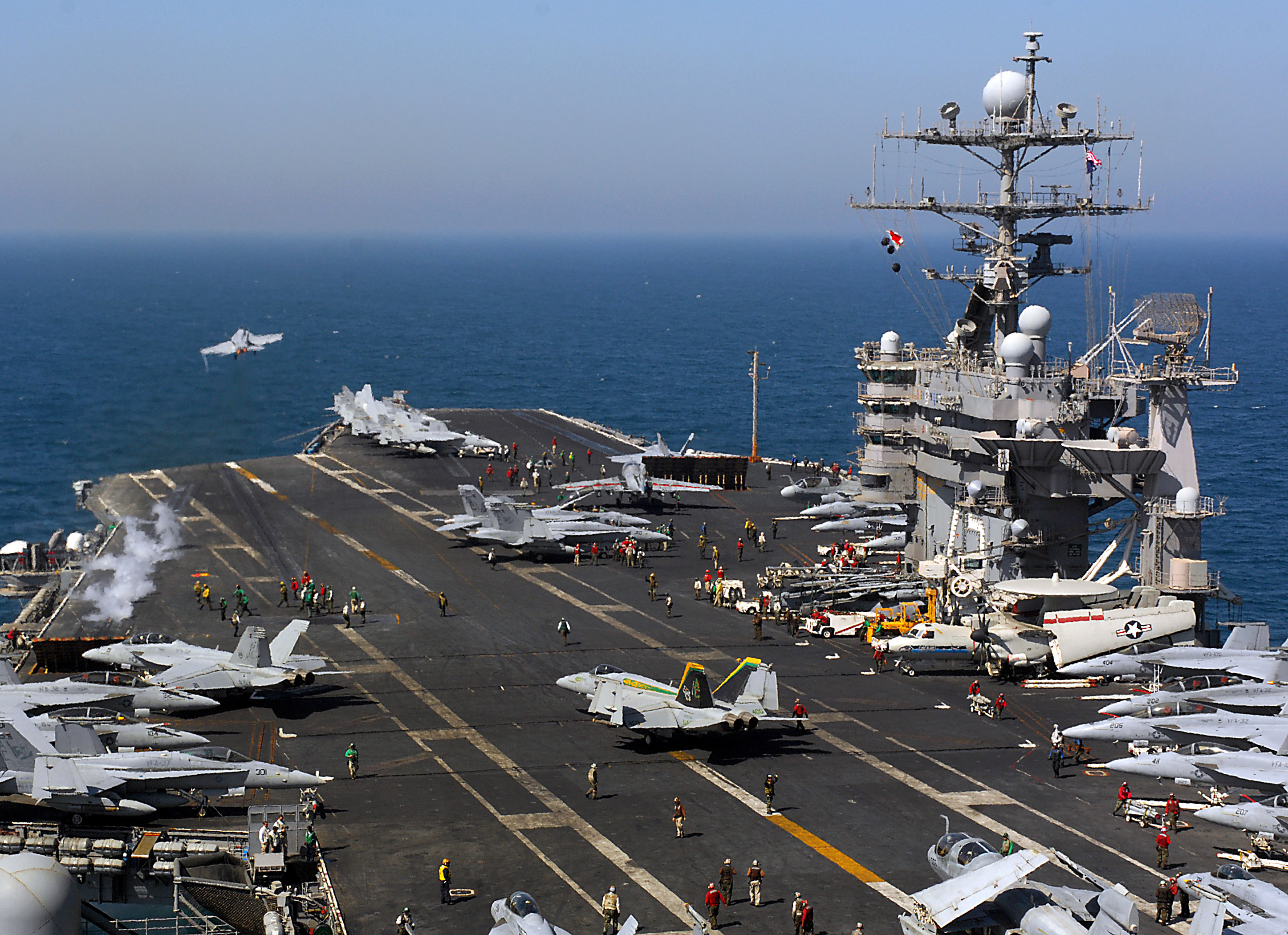
El lanzamiento de un F/A-18 Hornet desde la cubierta de vuelo del USS Truman. Se ven otros aviones estacionados en la cubierta.

Para que un portaaviones sea desplegado en operaciones, debe tener a bordo una de las diez Alas Aéreas Embarcadas existentes (en inglés: Carrier Air Wings, CVW). Los portaaviones pueden llevar un máximo de 130 F/A-18 Hornets o entre 85–90 aviones de diferentes tipos, pero la cantidad normal es de 64 aviones. Sin embargo, aunque la alas aéreas están completamente integradas en las operaciones de los portaaviones donde son desplegadas, son una entidad diferenciada. Además de las tripulaciones de las aeronaves, las distintas alas aéreas embarcadas cuentan con personal de apoyo para tareas de mantenimiento, trasiego de aviones en cubierta y hangares, armamento, y procedimientos de emergencia. Cada persona en la cubierta de vuelo usa ropa de diferente color para identificar fácilmente su función.
El USS Nimitz fue seguido por el USS Dwight D. Eisenhower. En junio de 1975, ambos barcos se reclasificaron con el código de designación de sufijo de letra CVN en lugar de CVAN, ya que su ala aérea embarcada tenía un avión ASW dedicado.
Un ala aérea embarcada típica puede incluir entre 12–14 F/A-18E o F Super Hornet como caza y ataque: dos escuadrones de 10–12 F/A-18C Hornet, con uno de esos a menudo proporcionado por el Cuerpo de Marines de los Estados Unidos (VMFA), también como cazas y ataque; 4–6 EA-6B Prowler para guerra electrónica; 4–6 E-2C Hawkeye usados para alerta aérea temprana; C-2 Greyhound usados para tareas de logística; y un escuadrón de helicópteros antisubmarinos de 6–8 SH-60F y HH-60H Seahawk. Aviones que previamente han operado de portaaviones de la clase Nimitz incluyen a F-14 Tomcat, S-3 Viking, A-7 Corsair II y A-6E Intruder.

### Cubierta de vuelo y equipamiento para manejo de aviones

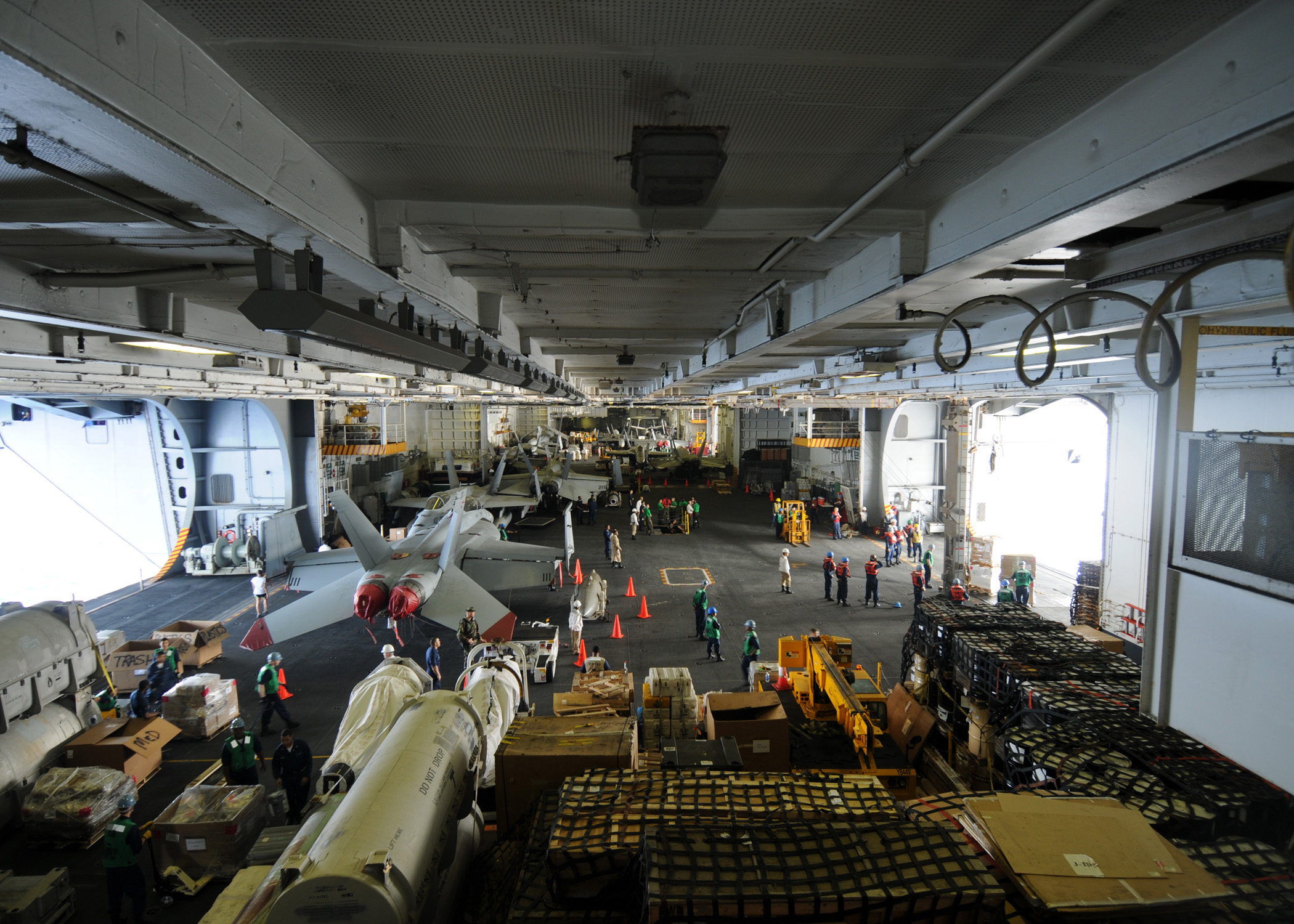
Hangar del George Washington durante un reabastecimiento en alta mar, 2009.

La cubierta de vuelo está desviada en nueve grados respecto al eje del buque, esto permite que se puedan lanzar y recuperar aviones en forma simultánea. Este ángulo fue reducido ligeramente con respecto a previos portaaviones, ya que el diseño actual mejora el tráfico de aviones en este. Se utilizan cuatro catapultas de vapor para lanzar a los aviones de ala fija, y cuatro cables de detención que son usados para la recuperación de estos. Los dos portaaviones más nuevos, el Reagan y el Bush, solo poseen tres cables de detención, ya que el cuarto se consideró innecesario debido al uso poco frecuente en los buques anteriores. Esta configuración CATOBAR permite un rápido lanzamiento y recuperación así como que permite la operación a bordo de una variedad más grande de aviones cuando se compara con portaaviones más pequeños, que en la mayoría de los casos una configuración STOVL más simple sin catapultas y cables de detención. Las operaciones de los aviones son controladas por un jefe aéreo localizado en el puente. Para mover los aviones entre la cubierta de vuelo y los hangares ubicados bajo esta se utilizan cuatro grandes ascensores. Estos hangares se pueden dividir por gruesa puertas de acero que están diseñadas para actuar como barreras contra incendios.

### Grupos de ataque

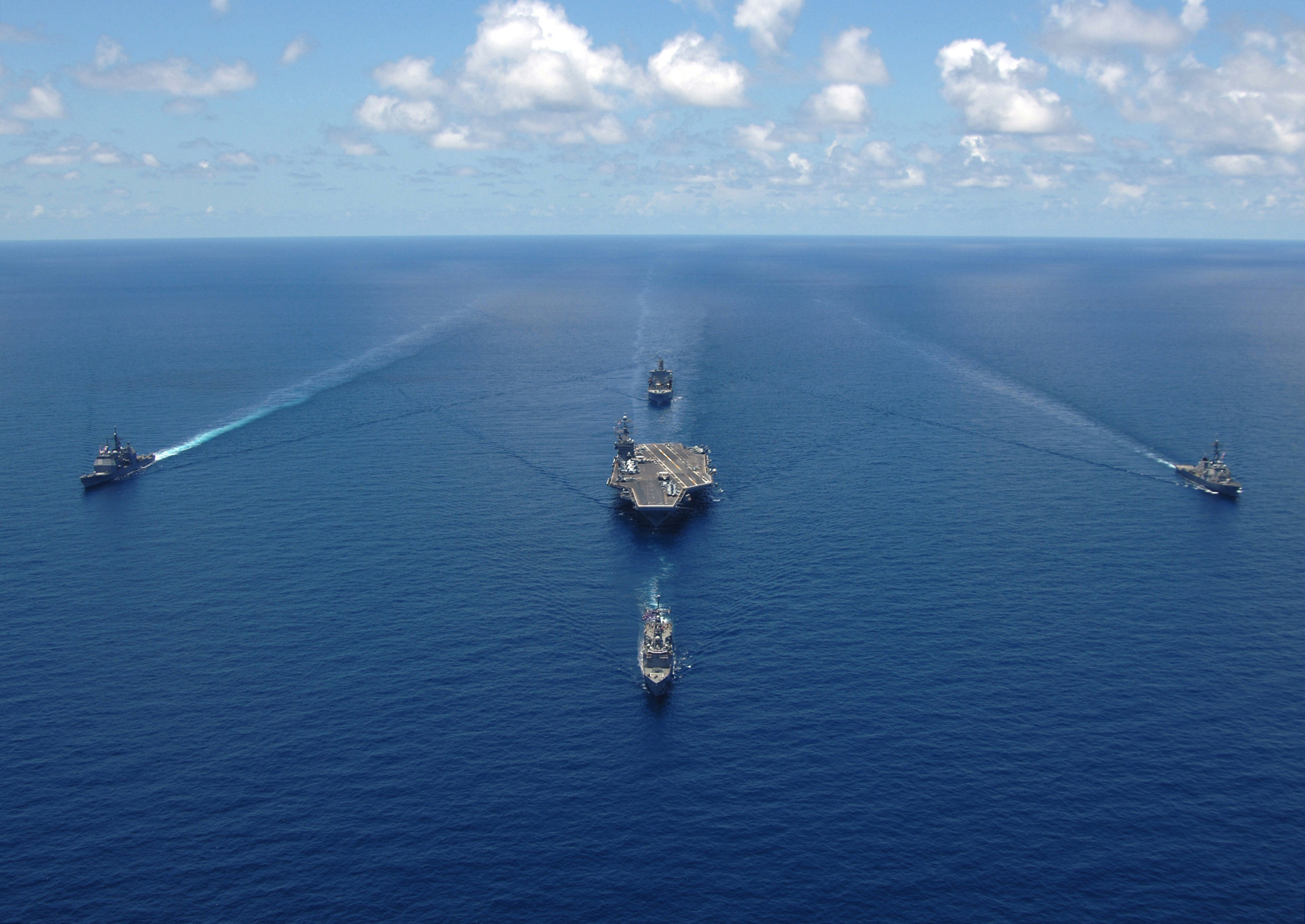
El grupo de ataque de portaaviones del USS George Washington en el Mar Caribe en el mes de abril del 2006.

Cuando un portaaviones es desplegado, lo hace siendo parte de un Grupo de Ataque, que está compuesto por varios buques de guerra y de apoyo logístico que le permiten a este grupo de ataque operar en alta mar y lejos de su base por periodos de tiempo extendidos. El armamento de la clase Nimitz está compuesto solo por armas defensivas de corto alcance, que normalmente se usan como una última línea de defensa contra los aviones y misiles enemigos. Los otros buques en el Grupo de Ataque proporcionan capacidades adicionales, tales como los misiles de largo alcance Tomahawk o el Sistema de Combate Aegis y también protege al portaaviones de los ataques enemigos. Un típico grupo de ataque puede incluir, adicionalmente al portaaviones: hasta seis buques de guerra de superficie, que incluyen fragatas, cruceros y destructores lanzamisiles (usados principalmente para defensa antiaérea y guerra antisubmarina); uno o dos submarinos de ataque (para buscar y destruir buques de superficie y submarinos enemigos); y un buque de aprovisionamiento logístico para el reabastecimiento de municiones, JP-5 y suministros, perteneciente al Military Sealift Command para proporcionar el apoyo logístico. La estructura y cantidades específicas de cada tipo de buque puede variar entre los diferentes grupos dependiendo del objetivo del despliegue.

### Diferencias de diseño dentro de la clase
Mientras que los diseños de los últimos siete buques (comenzando con el USS Theodore Roosevelt) son ligeramente diferentes de los primeros buques, la Armada de Estados Unidos considera a los diez buques como una sola clase. Cuando los portaaviones más antiguos entran a Refueling and Complex Overhaul (RCOH), sus reactores nucleares son reabastecidos y son actualizados a los estándares de los últimos portaaviones. Se pueden llevar a cabo otras modificaciones para actualizar el equipamiento de la nave. Inicialmente los buques fueron clasificados solo portaaviones de ataque pero posteriormente han sido construidos con capacidades antisubmarinas desde el USS Carl Vinson. Estas mejoras incluyen mejores sistemas de radar y equipamiento que le permiten a los buques operar aviones en forma más efectiva en el rol antisubmarino, incluyendo la instalación de la tecnología Imagen Submarina Común (en inglés: Common Undersea Picture, CUP) que usa el sonar para permitir una mejor evaluación de la amenaza de submarinos enemigos. Los cambios incluyen un mejor apoyo de los aviones de patrullaje antisubmarino S-3 Viking y de helicópteros SH-60F Oceanhawk equipados con un sistema de sonar sumergible.

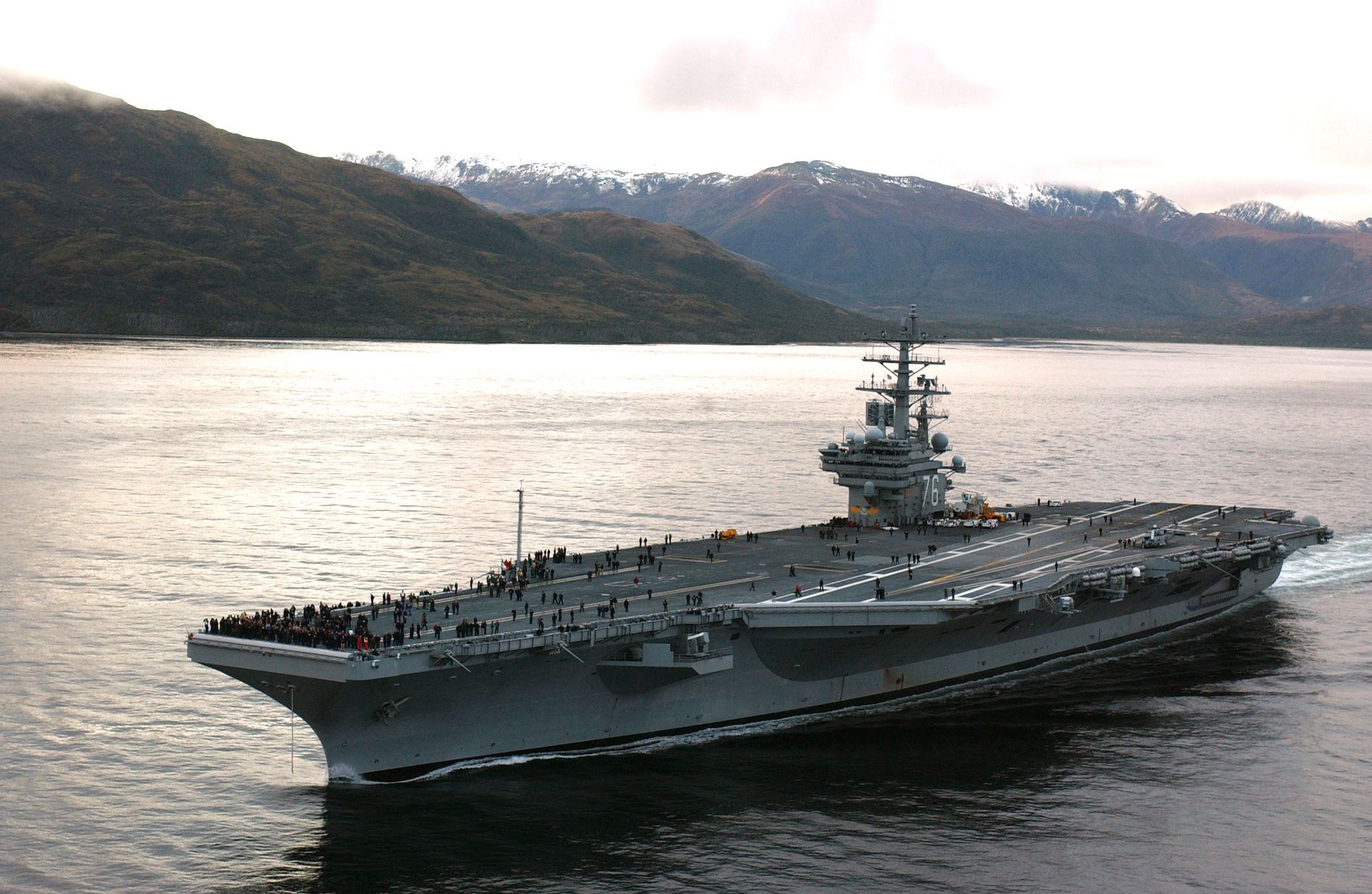
El USS Ronald Reagan cruzando el Estrecho de Magallanes en el año 2004.

El USS Theodore Roosevelt y los portaaviones posteriores tienen diferencias estructurales ligeras respecto a los primeros buques de la clase, tales como una protección mejorada para las bodegas de municiones en sus santabárbaras. Otras mejoras incluyen protección balística para la cubierta de vuelo, que se instaló por primera vez en el USS George Washington, y el uso de HSLA-100 para la construcción de los buques comenzando con el USS John C. Stennis. Más recientemente, a los buques más viejos se les ha modernizado sus cubiertas de vuelo al agregarles un material antideslizante, que ya se había agregado a los buques más nuevos, para mejorar la seguridad tanto para los aviones como para los tripulantes.
El último portaaviones de la clase, el USS George H.W. Bush, fue diseñado como un «buque de transición» desde la clase Nimitz a la clase que la reemplazará, la clase Gerald R. Ford. El Bush incorpora nuevas tecnologías que incluyen el diseño mejorado de hélices y bulbo de proa, una firma de radar reducida y mejoras en el equipo electrónico y de control ambiental. Como un resultado, el costo del buque fue de US$6200 millones, más alto que el de los primeros buques de la clase Nimitz que costaron cada uno alrededor de US$4500 millones. Para bajar los costos, algunas de las nuevas tecnologías y características de diseño también fueron incorporadas en el portaaviones previo, el USS Ronald Reagan, incluyendo el rediseño de la isla.

## Buques en la clase
La Armada de Estados Unidos incluye los siguientes diez buques en la clase Nimitz:
| Buque                | Número de casco | Puesta de quilla        | Botadura                | Puesto en servicio      | RCOH      | Puerto de matrícula (2010)                                                                              | Referencias   |
| -------------------- | --------------- | ----------------------- | ----------------------- | ----------------------- | --------- | --- | ------------- |
| Nimitz               | CVN-68          | 22 de junio de 1968     | 13 de mayo de 1972      | 3 de mayo de 1975       | 1998–2001 | Naval Air Station North Island, San Diego, California Naval Station Everett, Everett, Washington (2011) | [ 6 ] [ 40 ]  |
| Dwight D. Eisenhower | CVN-69          | 15 de agosto de 1970    | 11 de octubre de 1975   | 18 de octubre de 1977   | 2001–2005 | Naval Station Norfolk, Norfolk, Virginia                                                                | [ 41 ] [ 42 ] |
| Carl Vinson          | CVN-70          | 11 de octubre de 1975   | 15 de marzo de 1980     | 13 de marzo de 1982     | 2005–2009 | Naval Air Station North Island, San Diego, California                                                   | [ 43 ] [ 44 ] |
| Theodore Roosevelt   | CVN-71          | 31 de octubre de 1981   | 27 de octubre de 1984   | 25 de octubre de 1986   | 2009–     | Naval Station Norfolk, Norfolk, Virginia                                                                | [ 1 ] [ 45 ]  |
| Abraham Lincoln      | CVN-72          | 3 de noviembre de 1984  | 13 de febrero de 1988   | 11 de noviembre de 1989 |           | Naval Station Everett, Everett, Washington Naval Station Norfolk, Norfolk, Virginia (2011)              | [ 46 ] [ 47 ] |
| George Washington    | CVN-73          | 25 de agosto de 1986    | 21 de julio de 1990     | 4 de julio de 1992      |           | Base Naval de Yokosuka, Yokosuka, Japón                                                                 | [ 1 ] [ 48 ]  |
| John C. Stennis      | CVN-74          | 13 de marzo de 1991     | 11 de noviembre de 1993 | 9 de diciembre de 1995  |           | Naval Base Kitsap, Bremerton, Washington                                                                | [ 1 ] [ 49 ]  |
| Harry S. Truman      | CVN-75          | 29 de noviembre de 1993 | 7 de septiembre de 1996 | 25 de julio de 1998     |           | Naval Station Norfolk, Norfolk, Virginia                                                                | [ 1 ] [ 50 ]  |
| Ronald Reagan        | CVN-76          | 12 de febrero de 1998   | 4 de marzo de 2001      | 12 de julio de 2003     |           | Naval Base Kitsap, Bremerton, Washington (2011)                                                         | [ 1 ] [ 51 ]  |
| George H. W. Bush    | CVN-77          | 6 de septiembre de 2003 | 9 de octubre de 2006    | 10 de enero de 2009     |           | Naval Station Norfolk, Norfolk, Virginia                                                                | [ 52 ]        |

## Historial operacional

### 1975 – 1989

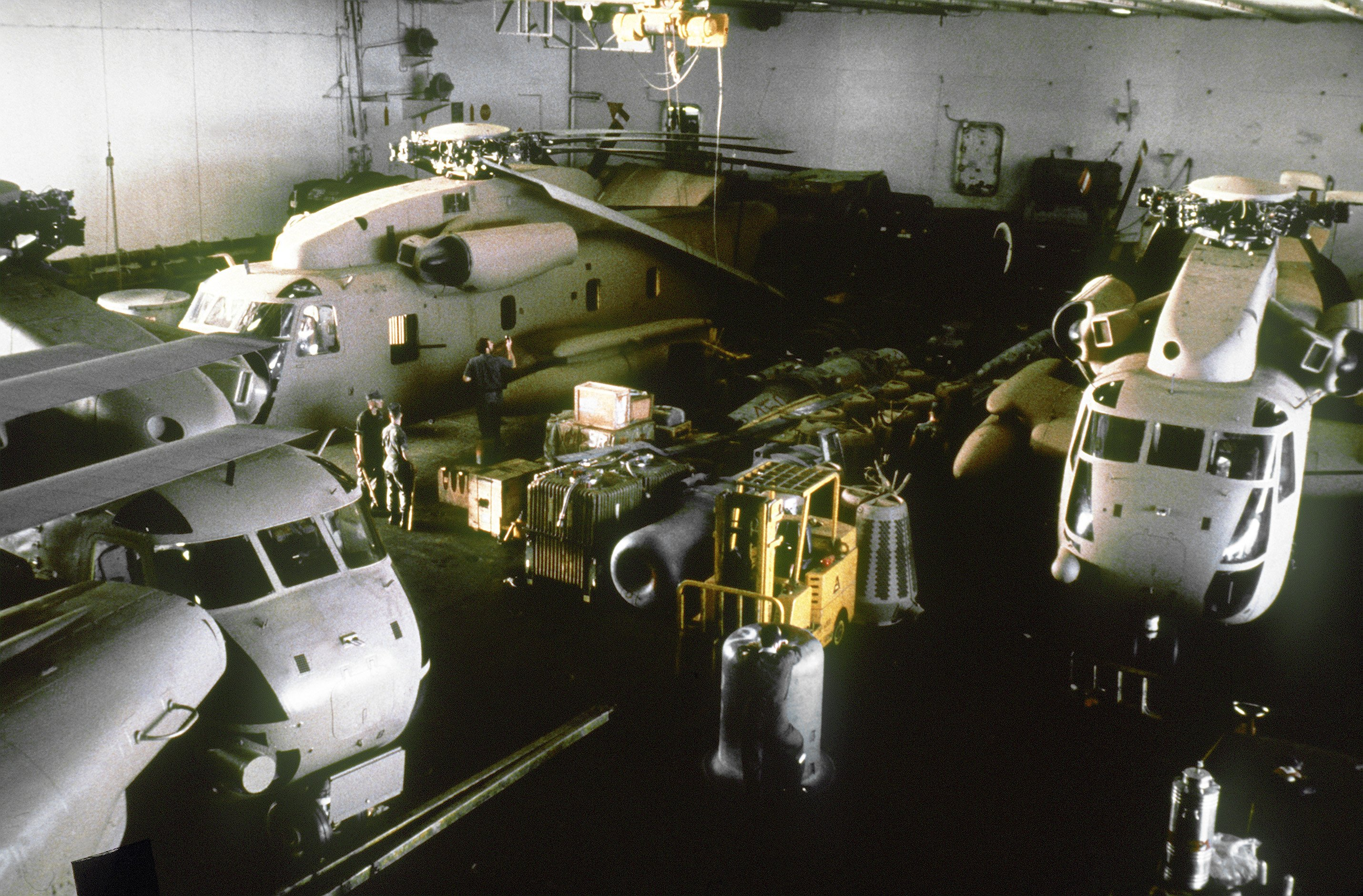
Helicópteros RH-53 Sea Stallion en el USS Nimitz en el año 1980.

Una de las primeras grandes operaciones en las que los buques de esta clase se vieron involucradas fue la Operación Eagle Claw lanzada por el USS Nimitz en el año 1980 después de desplegarse al Océano Índico en respuesta a la toma de rehenes en la embajada estadounidense de Teherán. Aunque inicialmente parte de la Flota del Atlántico, el Eisenhower relevó al Nimitz en esta operación después de su servicio con en el Mar Mediterráneo. El Nimitz llevó a cabo un ejercicio de Libertad de navegación junto con el portaaviones USS Forrestal en agosto de 1981 en el Golfo de Sidra, cerca de Libia. Durante este ejercicio, dos de los F-14 Tomcat del buque derribaron a dos aviones libios en lo que se conocería como el incidente del Golfo de Sidra (1981). En el año 1987, el Vinson participó en el primer despliegue de portaaviones estadounidenses en el Mar de Bering, y el Nimitz proporcionó seguridad durante los Juegos Olímpicos de Seúl 1988 en Seúl.

### 1990 – 2000

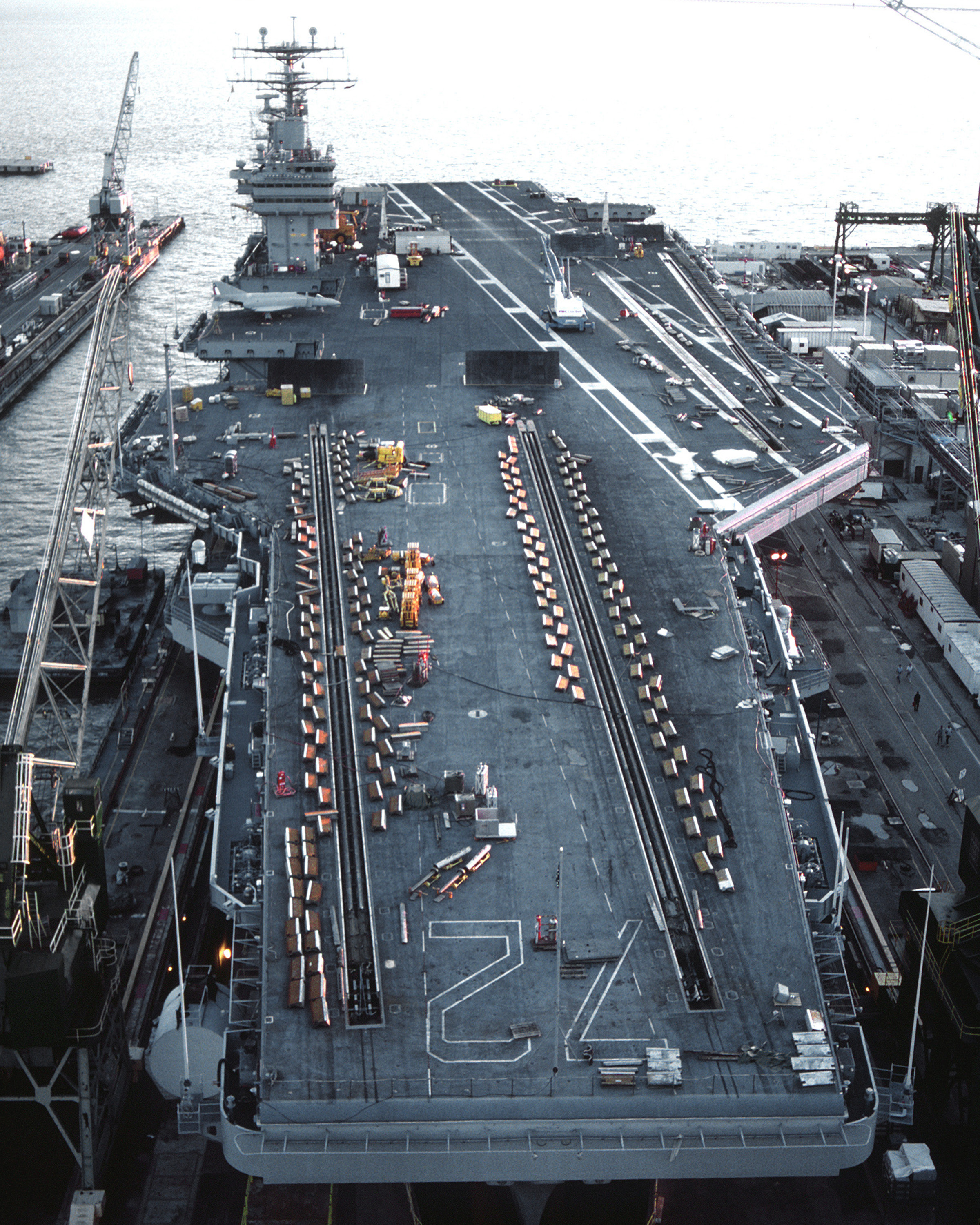
El Abraham Lincoln en dique seco durante el año 1990.

Los dos despliegues más significativos en que la clase Nimitz se vio involucrada durante la década de 1990 fueron la guerra del Golfo y sus consecuencias, y la Operación Southern Watch en el sur de Irak. Todos los buques en servicio activo se vieron involucrados en algún grado en ambas operaciones, considerando que la Operación Southern Watch continuó hasta el año 2003. Sin embargo, la mayor parte de los portaaviones que participaron en las operaciones de la Operación Escudo del Desierto y la Operación Tormenta del Desierto lo hicieron en un rol de apoyo, con solo el Roosevelt tomó parte en forma activa en las operaciones de combate. Durante la década de 1990 y más recientemente, los portaaviones de la clase Nimitz han sido desplegados como parte de misiones humanitarias. Mientras se encontraba desplegado en la guerra del Golfo, el Lincoln fue desviado al Océano Índico para participar junto con otros 22 buques en la Operación Fiery Vigil, la evacuación de civiles después de la erupción del Volcán Pinatubo en la isla de Luzón en Filipinas. En octubre de 1993 el Lincoln fue desplegado a Somalia para asistir a las operaciones humanitarias realizadas por las Naciones Unidas en ese país, donde pasó cuatro semanas llevando a cabo patrullajes aéreos en el área alrededor de Mogadiscio para apoyar a las tropas estadounidenses durante la Operación Restaurar la Esperanza. También la misma nave participó en la Operación Vigilant Sentinel en el Golfo Pérsico en el año 1995. El Roosevelt voló patrullas en apoyo de los kurdos en el norte de Irak como parte de la Operación Provide Comfort en el año 1991. En el año 1996, el George Washington participó en la Operación Decisive Endeavor en Bosnia y Herzegovina. En el año 1999, el Roosevelt fue enviado al Mar Jónico para apoyar el desarrollo de la Operación Allied Force junto con otras fuerzas armadas de la OTAN.

### 2001 – Presente
El viaje inaugural del USS Harry S. Truman se produjo en noviembre del año 2000. El ala aérea del portaaviones realizó 869 misiones de combate en apoyo de la Operación Southern Watch, incluyendo un ataque contra sitios de defensa aérea iraquíes el 16 de febrero de 2001, en respuesta a un disparo de misil superficie-aire contra las fuerzas de la coalición de las Naciones Unidas.

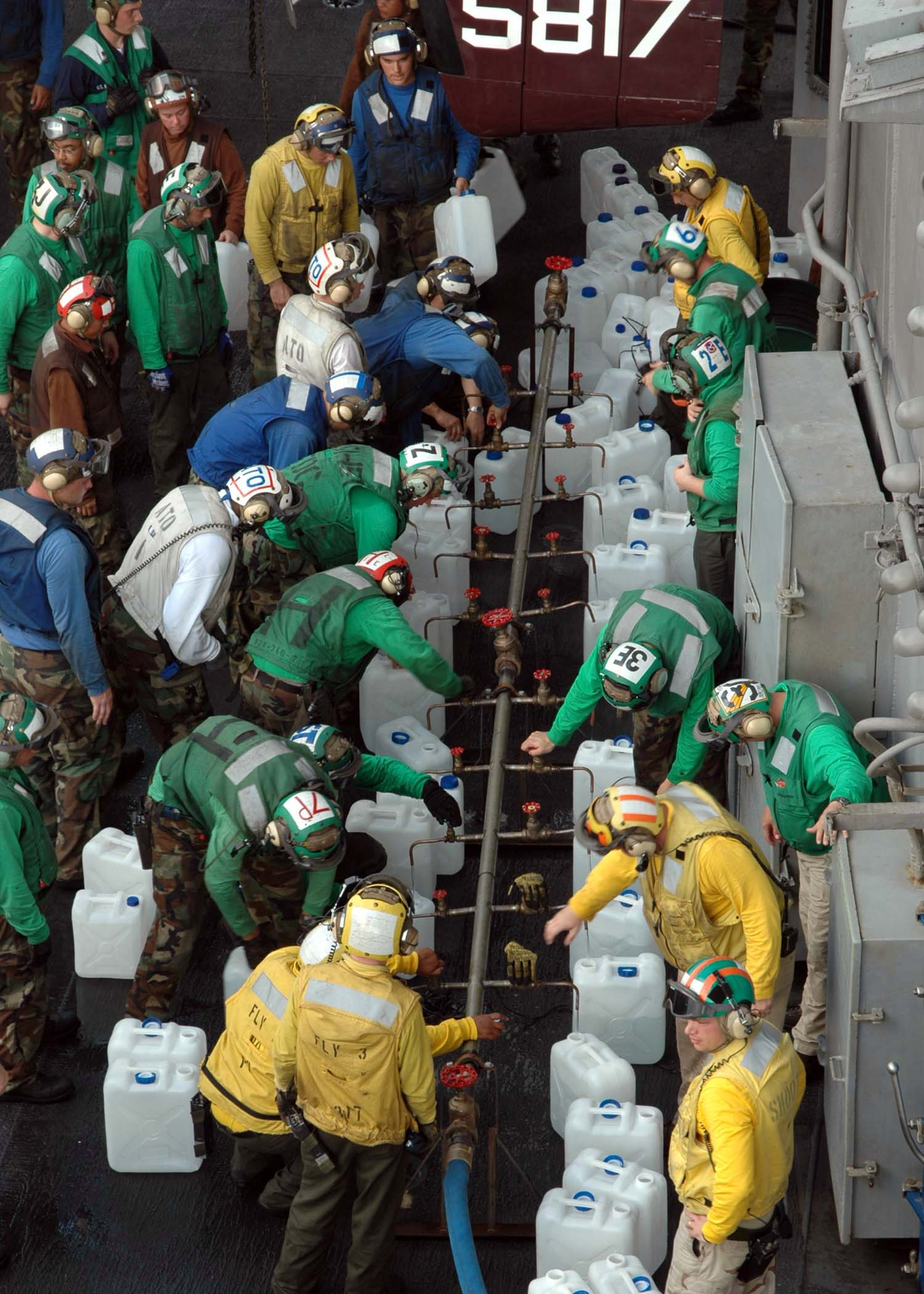
La tripulación del Abraham Lincoln rellena contenedores de agua durante su despliegue para ayudar a los esfuerzos humanitarios posteriores al maremoto del océano Índico del año 2004.

Después de los atentados del 11 de septiembre de 2001, el Vinson y el Roosevelt estuvieron entre los primeros buques de guerra en participar en la Operación Libertad Duradera en Afganistán. En julio del año 2001 el Vinson zarpó hacia el Golfo Pérsico con el propósito de apoyar la Operación Southern Watch. Esto cambió en respuesta a los atentados, y la nave cambió de curso para dirigirse hacia el norte del Mar Arábigo, donde lanzó los primeros ataques aéreos en apoyo de la operación del 7 de octubre de 2001. Después de los atentados, el Stennis y el Washington participaron en la Operación Noble Eagle, llevando a cabo operaciones de seguridad nacional a lo largo de la Costa Oeste de los Estados Unidos. Desde esas fechas todos los buques en servicio activo se vieron involucrados de alguna forma en las operaciones realizadas en Irak y Afganistán. Esto incluye la invasión de Irak de 2003 por parte de Estados Unidos, así como el proveer el apoyo subsecuente desde entonces para la  Operación Iraqi Freedom.
Los portaaviones también proporcionan ayuda después de los desastres naturales; en el año 2005, el Lincoln realizó operaciones en apoyo de la Operación Unified Assistance en Indonesia después del  tsunami de diciembre de 2004, y el Truman proporcionó ayuda después de ocurrido el Huracán Katrina en el año 2005. El Grupo de Ataque de Portaaviones del Reagan llevó a cabo operaciones de asistencia humanitaria y de mitigación de desastre en Filipinas en junio de 2008 tras el paso del Tifón Fengshen, el cual mató a centenares de personas que vivían en las regiones de la isla central y en la isla principal de Luzón. En enero de 2010 el Vinson operó en las costas de Haití, proporcionando ayuda y agua potable a los supervivientes del Terremoto de Haití de 2010 como parte de la Operación Unified Response encabezada por Estados Unidos, junto con otras grandes naves de guerra y el barco hospital Comfort.

### Reabastecimiento y Reacondicionamiento
Con el propósito de recargar de  combustible los reactores nucleares de la nave, los portaaviones se someten a un proceso de Reabastecimiento y Reacondicionamiento (en inglés: Refueling Complex Overhaul, RCOH) una vez durante su vida activa. Este proceso también es donde se lleva a cabo un mejoramiento más grande e importante que reciben las naves durante su servicio y considera una actualización del equipamiento del portaaviones para llevarlo al estándar de los buques más nuevos de la clase. El buque es colocado en dique seco y se procede a llevar a cabo todo el mantenimiento esencial incluyendo el pintado de casco bajo la línea de flotación y el reemplazo de los componentes eléctricos y mecánicos como por ejemplo las válvulas. Debido a los largos períodos durante se construyen los buques de la clase, el armamento y el diseño de los buques más nuevos es mucho más moderno que aquellos de los buques más antiguos. En el RCOH, los buques más antiguos son modificados al estándar de los buques más nuevos, lo que puede incluir modificaciones importantes a la cubierta de vuelo, las catapultas para lanzar aviones y los sistemas de combate así como otras actualizaciones como mejoras a los sistemas de radar, aunque los detalles precisos pueden variar significativamente entre cada buque. Normalmente las mejoras demoran alrededor de cuatro años en completarse. Se ha informado que el RCOH para el USS Theodore Roosevelt, que comenzó el año 2009, costará 2400 millones de dólares. El procedimiento de Disponibilidad Incremental Planificada (en inglés: Planned Incremental Availability) es un procedimiento parecido, aunque es mucho menos amplio y no involucra el reabastecimiento de combustible de los reactores nucleares.

### Funciones representativas y diplomáticas

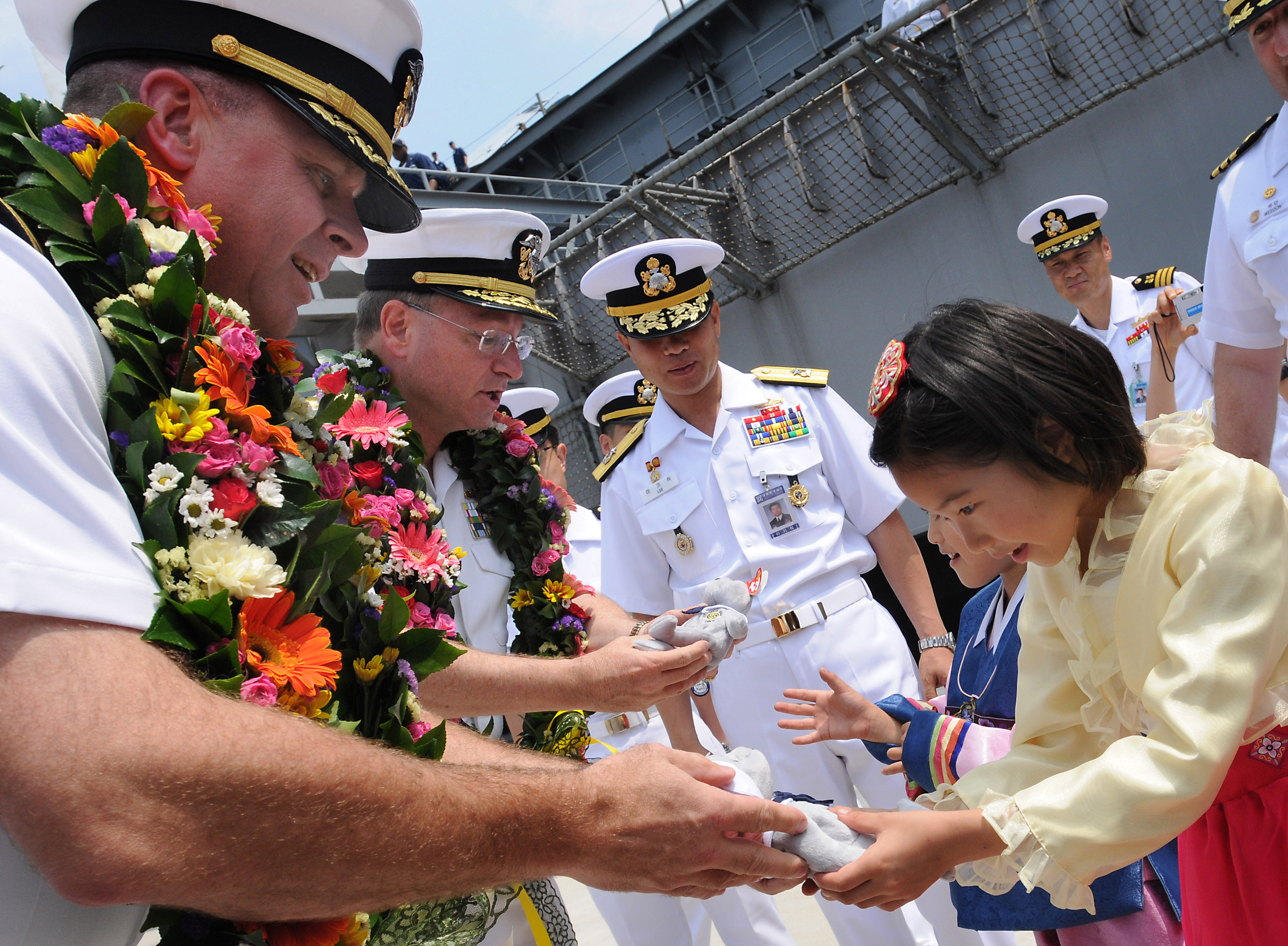
Oficiales superiores del grupo de ataque de portaaviones del Reagan en Busan, Corea del Sur.

Debido a su importancia como los buques de guerra más grandes de la Armada de Estados Unidos, el despliegue de un portaaviones cumple con una función simbólica, no solo en términos de disuasión frente a un enemigo, sino que también a menudo como una herramienta diplomática, al fortalecer las relaciones con aliados y potenciales aliados. Lo último puede suceder ya sea mediante una sola visita a un país, en que a los oficiales navales superiores de dicho país se les invita a observar la operación de un portaaviones y a interactuar con sus comandantes, o como parte de una  fuerza de tareas internacional. Esto puede ser en operaciones de combate, tales como la Operación Allied Force en el año 1999, u otros despliegues que involucran entrenamiento, tales como RIMPAC. Además, los portaaviones han participado en Operaciones de seguridad marítima internacionales, combatiendo la piratería en el Golfo Pérsico y frente a la costa de Somalía.

### Accidentes e incidentes

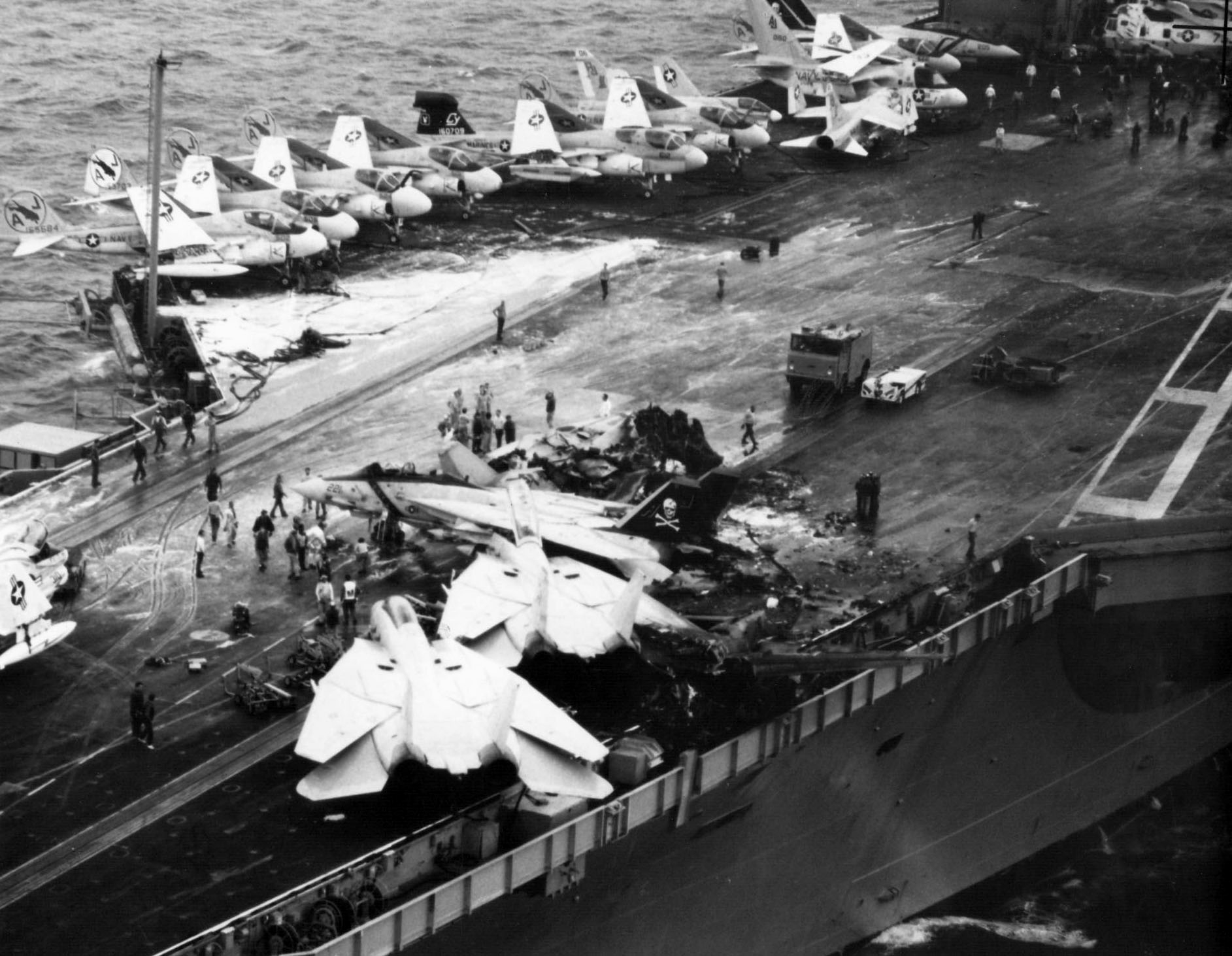
Restos de un EA-6B Prowler después de que se estrellara durante un aterrizaje nocturno en el USS Nimitz, año 1981.

Como en la mayor parte de los grandes buques de guerra, se ha producido varios incidentes que han provocado la muerte o heridas a miembros de su tripulación, aunque la mayor parte han sido fallos o accidentes fortuitos, como por ejemplo caídas al agua por mal clima. Uno de los accidentes de mayor repercusión pública ocurrió el 26 de mayo de 1981, cuando un EA-6B Prowler se estrelló en la cubierta de vuelo del Nimitz, matando a 14 tripulantes e hiriendo a otros 45. Exámenes posteriores a las personas involucradas dieron positivo por consumo marihuana en algunos de ellos. Mientras se encontró que esto no influyó directamente en la causa del accidente, los resultados de esta investigación provocaron la introducción de pruebas de detección de uso de drogas para todo el personal naval.
En el caso de aviones que han caído al mar, los pilotos han sido capaces de eyectarse en forma segura en varias ocasiones. Sin embargo, han ocurrido casos de accidentes fatales; en el año 1994 la teniente Kara Hultgreen, la primera piloto mujer de F-14 Tomcat, murió mientras intentaba aterrizar en el Lincoln durante un ejercicio de entrenamiento.
También los incendios han causado daños en estos buques; en mayo de 2008, mientras se encontraba en tránsito desde su actual base hasta la Base Naval de Yokosuka en Yokosuka, Japón, el George Washington sufrió un serio incendio que costó US$70 millones en reparaciones e hirió a 37 marineros. El incendio fue causado por fumar sin autorización en un área adyacente a refrigerante inflamable almacenado inadecuadamente.

## Futuro

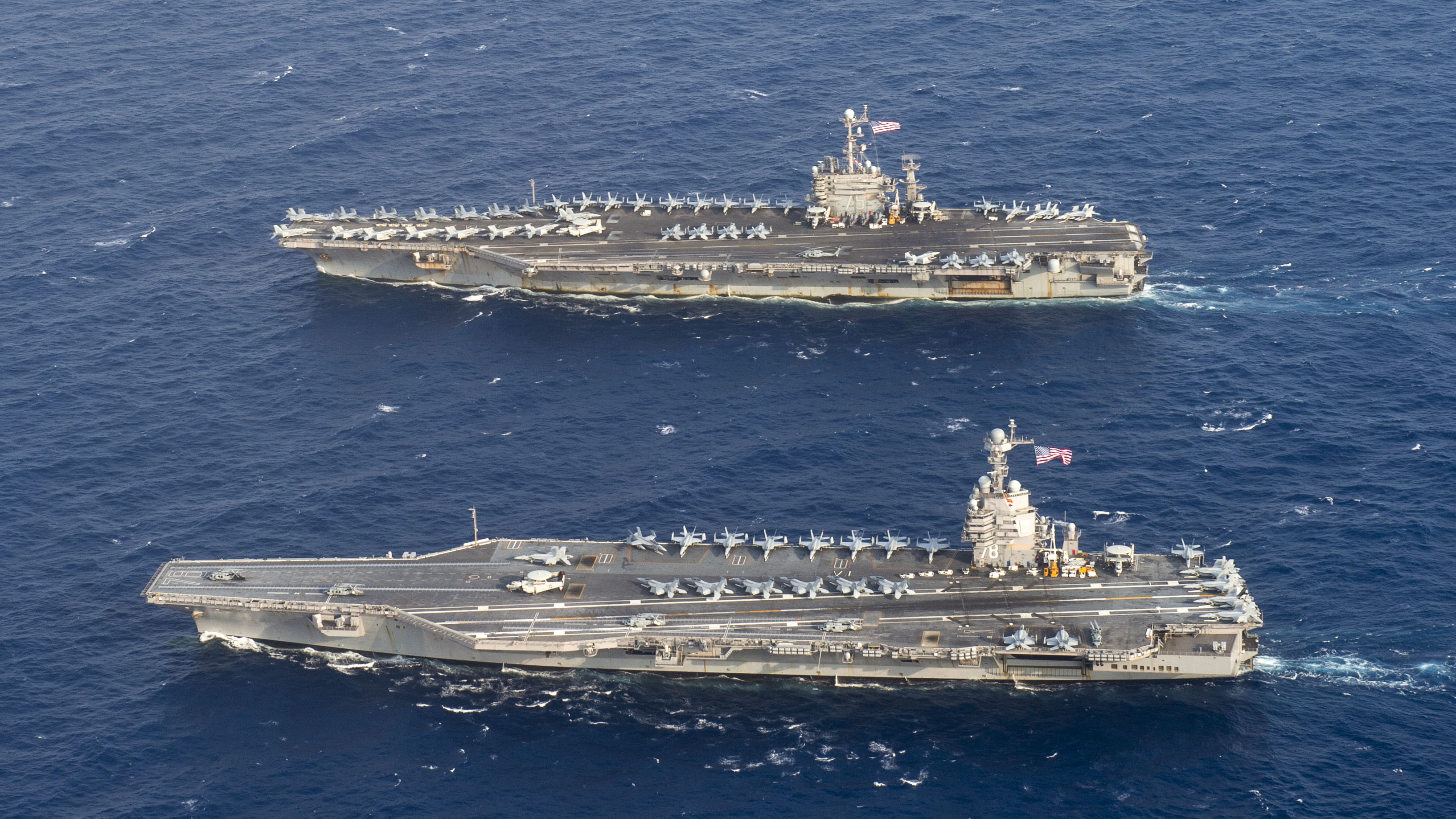
El USS Harry S. Truman (CVN-75) navegando junto al USS Gerald R Ford (CVN-78), de la posterior clase Gerald R. Ford, año 2020.

Los portaaviones de la clase Nimitz fueron diseñados para tener una vida de servicio activo de 50 años. Al final de dicha vida, los buques serán dados de baja. Este proceso afectará primeramente al Nimitz y se estima que costará entre 750 y 900 millones de dólares. Esto se puede comparar con los 53 millones estimados para el mismo proceso que afecta a un portaaviones con motores convencionales. La mayor parte de la diferencia está en el costo atribuido al  desmantelamiento de los reactores nucleares y la disposición segura del material radiactivo y el equipamiento contaminado.
Una nueva clase de portaaviones, la  clase Gerald R. Ford, está siendo construida para reemplazar a los buques anteriores después de su desactivación. Se espera que sean construidos 10 de estos nuevos buques, con el primero entrando en servicio en el año 2015 para reemplazar al USS Enterprise. El resto de estos nuevos portaaviones reemplazarán a los buques más viejos de la clase Nimitz a la medida de que estos alcancen el final de su vida útil. Los nuevos portaaviones tendrán un diseño similar al del USS George H. W. Bush (usando una forma de casco casi idéntica) pero también tendrán otras mejoras tecnológicas y estructurales adicionales.

### Listas relacionadas
• Portaaviones por país
• Portaaviones de Estados Unidos
• Portaaviones de escolta de Estados Unidos
• Anexo:Buques actuales de la Armada de los Estados Unidos